# Toha drvo
Toha drvo (amerstija, lat. Amherstia nobilis), jedina vrsta drveta u rodu amerstija (Amherstia). Tropsko je i u divljini vrlo rijetko drvo porijeklom je iz Burme. Pripada porodici mahunarki (Fabaceae). Naraste do 18 metara visine, ali raste veoma polagano, i smatra se jednim od najljepših stabala na svijetu kada procvjeta.
Kako je ovo drvo rijetko i lijepo za vidit, uzgaja se po botaničkim vrtovima u tropskim područjima. 
Lišće mu je jestivo.